# Mariann Aalda
Mariann Aalda (7 de mayo de 1948) es una actriz estadounidense de televisión, teatro y cine. Es conocida principalmente por su trabajo en televisión.

## Carrera
Interpretó a DiDi Bannister en la telenovela Edge of Night, y tuvo papeles regulares en la serie The Royal Family, como la hija de Redd Foxx y Della Reese, y la serie de HBO 1st & Ten, como la esposa del personaje de O.J. Simpson. En 1999, Aalda apareicó en Sunset Beach como Lena Hart. También ha aparecido en varias películas incluyendo The Wiz y Class Act.
Además de actuar, Aalda fue copresentadora del programa Designs for Living y fue reportera de Now!, un programa de entretenimiento de noticias por WNBC.
También fue una de los tres productores-escritores-actpres de 3 Blacque Chix, con Iona Morris y Lola Love en la producción Herotique-Aahh....
Aalda también escribe humor en la columna de consejos con la escritora-productora, Karen Greyson, para BlackBerrySpeak.com

## Filmografía
| Cine       | Cine                   | Cine                                 | Cine                                |
| Año        | Película               | Papel                                | Notas                               |
| ---------- | ---------------------- | ------------------------------------ | ----------------------------------- |
| 1978       | The Wiz                | Invitada en la Fiesta de la Tía Emma |                                     |
| 1988       | Beaches                | Vendedora de Boletos                 | Título alternativo: Forever Friends |
| 1989       | Nobody's Perfect       | Entrenador Harrison                  |                                     |
| 1990       | Pretty Woman           | Vendedora                            |                                     |
| 1992       | Class Act              | Madre de Duncan                      |                                     |
| Televisión |                        |                                      |                                     |
| Año        | Título                 | Papel                                | Notas                               |
| 1981–1984  | Edge of Night          | Didi Bannister Stoner                | Episodios desconocidos              |
| 1985       | What's Happening Now!! | Theresa                              | 1 Episodio                          |
| 1986       | The Last Precinct      | Angela Beauchamp                     | 1 Episodio                          |
| 1986–1987  | 1st & Ten              | Ellen                                | Episodios desconocidos              |
| 1988       | Hooperman              |                                      | 1 Episodio                          |
| 1989       | Designing Women        | Lita Ford                            | Episodio: "The Girlfriend"          |
| 1990–1991  | Guiding Light          | Grace Battles                        | Episodios desconocidos              |
| 1991–1992  | The Royal Family       | Elizabeth Royal Winston              | 15 Episodios                        |
| 1994       | Models Inc.            | Janet Johnson                        | 1 Episodio                          |
| 1995       | Family Matters         | Lois                                 | Episodio: "Midterm Crisis"          |
| 1995       | The O.J. Simpson Story | Eunice Simpson                       | Película de televisión              |
| 1996       | Grace Under Fire       | Estudiante                           | 1 Episodio                          |
| 1998       | The Wayans Bros.       | Directora de Casting                 | Episodio: "Help a Brother Out"      |
| 1998       | Chicago Hope           | Mujer                                | Episodio: "The Other Cheek"         |
| 1999       | Sunset Beach           | Lena Hart                            | 13 Episodios                        |
| 2000       | Veronica's Closet      | Madre de Brian                       | Episodio: "Veronica Checks Out"     |
| 2003       | The Parkers            | Hanna Foster                         | Episodio: "Join the Club"           |
| 2006       | All of Us              | Muriel                               | Episodio: "He's Gotta Have It"      |